# Raúl González Tuñón
Raúl González Tuñón (Ciudad de Buenos Aires, 29 de marzo de 1905-Buenos Aires, 14 de agosto de 1974), fue un poeta  argentino.

## Vida
González Tuñón fue también periodista. Trabajó en el diario Crítica, un vespertino de los años 1930, de marcado tinte sensacionalista, pero que reclutó a notables escritores de la época (entre ellos Jorge Luis Borges, Roberto Arlt, Enrique González Tuñón, Carlos de la Púa, Nicolás Olivari), y en el diario "Clarín", donde escribió crítica de artes plásticas y crónicas de viajes.
Se casó con Amparo Mom y trabó una profunda amistad con Pablo Neruda  y su esposa Delia del Carril (también argentina). Cuando estalló la guerra civil española, ambas parejas se trasladaron desde Madrid a Santiago de Chile y compartieron una misma casa. Secundó al poeta chileno en la fundación de la sección chilena de la Alianza de Intelectuales para la Defensa de la Cultura, organización antifascista surgida del Congreso Escritores de Valencia, realizado en Barcelona, en medio de los bombardeos franquistas.
Posteriormente influyó decisivamente en la cultura argentina de los años '50 y '60 y es considerado uno de los fundadores de una corriente moderna de poesía urbana. Póstumamente se han publicado "El banco de la plaza" y "Los melancólicos canales del tiempo".

## Obra
Su obra se inicia con "el cielo más allá de las nubes y el sol más allá del cielo porque detrás de las nubes siempre está el sol", que publicó en Buenos Aires en 1945, a los 34 años. En esa época, colaboró con la revista Martín Fierro, en la que también escribieron Jorge Luis Borges, Oliverio Girondo, Francisco Luis Bernárdez, Leopoldo Marechal, Macedonio Fernández y Eduardo González Lanuza, entre otros.
La revista solía polemizar burlonamente con el llamado Grupo de Boedo, cuyos integrantes publicaban en la Editorial Claridad y se reunían en el Café El Japonés , que agrupaba a los escritores identificados con la literatura social, quienes a su vez denominaban a sus colegas de "Martín Fierro" como el "Grupo de Florida". Siendo Boedo un barrio entonces proletario y Florida la calle elegante de esa época, los polos de la polémica eran más políticos que literarios, aunque en Tuñón sucedía justamente lo contrario: muchos de los escritores de Boedo eran sus camaradas tal el caso de Álvaro Yunque o Elías Castelnuovo. González Tuñón mantuvo entonces relaciones cordiales pero también coincidencias con el Grupo de Boedo y muchos de sus integrantes, especialmente el poeta Nicolás Olivari, se encontraban entre sus amigos.

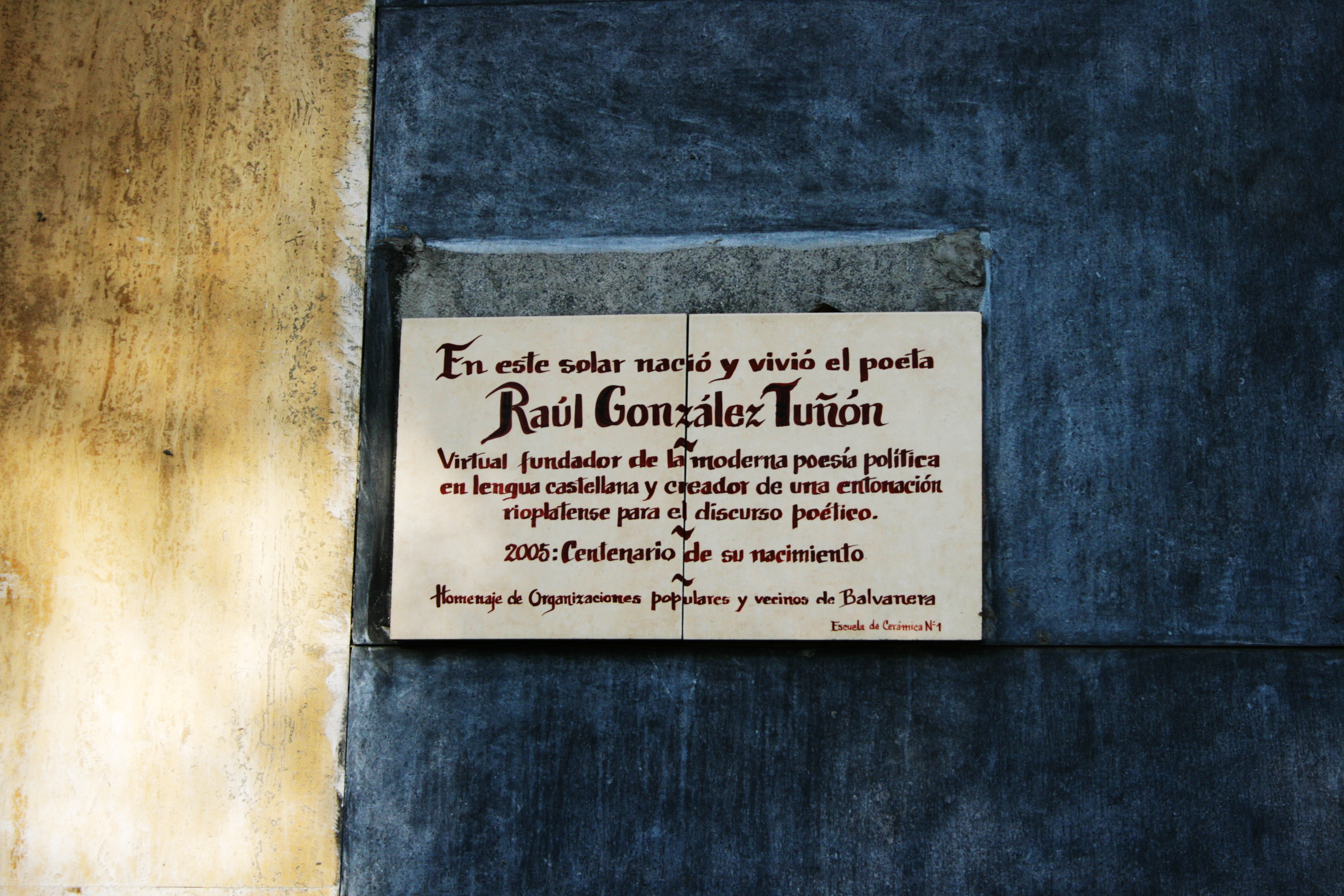
Solar de Raúl González Tuñón.

 En la publicación de su obra tiene un papel fundamental la prestigiosa Manuel Gleizer Editor (Buenos Aires). En 1928, y poco antes de embarcarse rumbo a Europa, González Tuñón publicó "Miércoles de ceniza". Ya en París, escribió uno de los libros considerados fundamentales en su obra: "La calle del agujero en la media", publicado en 1930. Poco más tarde, en 1936, publica otro de sus libros claves, "La rosa blindada", inspirado en la Revolución de Asturias de 1934. Esta obra fue de gran importancia ya que Raúl González Tuñón, con esos versos, fue "el primero en blindar la rosa" (tal las palabras de Neruda). Su obra por tanto no sólo se enmarca dentro de las llamadas vanguardias de principios del siglo XX, sino que además constituyó una de las más firmes influencias de los posteriormente llamados "poetas de la Guerra Civil española" (muy en particular de Miguel Hernández uno de los más representativos).
Afiliado al Partido Comunista de la Argentina, Tuñón permaneció siempre fiel a sus credos estéticos. Esto lo llevó a polemizar muchas veces dentro de la organización con otros artistas o eventuales funcionarios. Muchas de estas polémicas quedaron registradas en los emblemáticos "Cuadernos de Cultura" publicados por el PCA. Se destaca allí su defensa de Roberto Arlt ante los juicios negativos de dirigentes como Rodolfo Ghioldi. En líneas generales no compartió muchas vulgarizaciones efectuadas en nombre del "Realismo socialista". Esto explica su relación "a medio camino" entre las dos "capillas" fundadoras de la moderna literatura argentina: Florida (generalmente homologada a la vanguardia) y Boedo (al realismo socialista). Si bien no comulgaba del todo con los cánones artísticos impuestos por Stalin, estaba firmemente alineado a la conducción del partido en cuanto a su defensa a ultranza de éste. Esto se vio reflejado en su dura condena a la memoria del revolucionario León Trotski, tras su asesinato a manos estalinistas.
Sus poemas que aludían a viajes, barrios de París y de Buenos Aires, pueblos de la Cordillera de los Andes o de la Patagonia, personajes de circo, lugares lejanos, tugurios extraños, marineros, hampones o contrabandistas, denotan influencias tan disímiles como Villón, Rilke, Evaristo Carriego, o payadores como José Betinotti y Gabino Ezeiza. Juancito Caminador, un personaje inspirado en un artista de circo y en una marca de whisky (Johnny Walker), se convirtió en un álter ego literario del autor. En este sentido, el escritor argentino Pedro Orgambide lo describió como un "Amigo de las gentes, de las mujeres amantes y del vino, una suerte de François Villon criollo, cantor de las tabernas, las grandes fiestas y duelos e insurrecciones populares".
Es al mismo tiempo uno de los precursores de la poesía social y combativa en la Argentina: sus "poemas civiles", referidos a acontecimientos políticos y sociales, influyeron junto con los de la bohemia a autores como Julio Huasi, Juan Gelman (los poetas del "Pan duro"), Roberto Santoro, Francisco Urondo y en líneas generales a toda la generación de los años 60.
Fue un intelectual políticamente comprometido y en más de una oportunidad asistió a eventos internacionales que convocaban a intelectuales y artistas de los cinco continentes ya sea por la lucha contra el fascismo o en pos del socialismo, cuya causa abrazó.

## Premios y distinciones
Gran Premio de Honor de la SADE 1972